# Herbert Weichmann
 (janvier 2018).
Si vous disposez d'ouvrages ou d'articles de référence ou si vous connaissez des sites web de qualité traitant du thème abordé ici, merci de compléter l'article en donnant les références utiles à sa vérifiabilité et en les liant à la section « Notes et références ».
Herbert Kurt Weichmann, né le 23 février 1896 à Landsberg et mort le 9 octobre 1983 à Hambourg, est un homme politique allemand membre du Parti social-démocrate d'Allemagne (SPD).

## Biographie
Alors qu'il étudie le droit, il commence à travailler comme journaliste et décide de poursuivre dans cette voie. Installé à Berlin en 1927, il devient conseiller auprès du ministre-président de Prusse Otto Braun.
Il quitte l'Allemagne nazie pour la France dès 1933. Après que le pays a été envahi, il s'enfuit en Espagne, au Portugal et enfin aux États-Unis. Il suit une formation et s'installe comme expert-comptable.
Il revient en Allemagne en 1948, pour exercer la fonction de président de la Cour des comptes de Hambourg à la demande de Max Brauer. Nommé sénateur aux Finances en 1957, il est élu député au Bürgerschaft quatre ans après.
Le 9 juin 1965, Herbert Weichmann est investi à 69 ans premier bourgmestre de Hambourg en remplacement de Paul Nevermann, contraint à la démission.
Il conduit le SPD à un triomphe aux élections législatives locales du 27 mars 1966, avec 59 % des voix et 74 députés sur 120. Il s'agit du meilleur score pour un parti à Hambourg et du troisième meilleur résultat du SPD, tous scrutins régionaux confondus. Il est confirmé pour un deuxième mandat et met alors fin à la « coalition sociale-libérale » avec le FDP.
Les élections du 22 mars 1970 sont une nouvelle réussite, puisque le Parti social-démocrate engrange 55,3 % des suffrages exprimés et 70 parlementaires. Il rétablit ensuite sa collaboration avec le Parti libéral-démocrate. Il annonce à la fin de l'année qu'il n'ira pas au bout de son troisième mandat.  Alors âgé de 75 ans, il était en désaccord avec la politique éducative, syndicale et fiscale promue par le SPD local.
Il démissionne donc le 6 juin 1971, six ans jour pour jour après son entrée en fonction, au profit du second bourgmestre Peter Schulz. Il achève son mandat au Bürgerschaft et se retire de la vie politique en 1974.